# József Nagy (Leichtathlet)
József Nagy (* 27. Januar 1884 in Sárkeresztúr, Komitat Fejér; † 27. Oktober 1952 in Balatonszepezd) war ein ungarischer Sprinter und Mittelstreckenläufer.
Bei den Olympischen Spielen 1908 in London schied er über 400, 800 und 1500 Meter im Vorlauf aus. In der olympischen Staffel gewann er mit der ungarischen Mannschaft in der Besetzung Pál Simon, Frigyes Mezei, Nagy und Ödön Bodor die Bronzemedaille.
Zweimal wurde er über 440 Yards (1903, 1904) und je dreimal über 880 Yards (1904, 1905, 1908) und im Meilenlauf (1903, 1904, 1909) ungarischer Meister.